# Dansk Faldskærms Union
Dansk Faldskærms Union (DFU) er en forening, hvis formål er at fremme faldsskærmssporten i Danmark.